# Sacesphorus
Sacesphorus is een geslacht van hooiwagens uit de familie Assamiidae.
De wetenschappelijke naam Sacesphorus is voor het eerst geldig gepubliceerd door Thorell in 1889. 

## Soorten
Sacesphorus is monotypisch en omvat slechts de volgende soort:
- Sacesphorus maculatus